# Татарка (смт)
Тата́рка (біл. Татарка) — селище міського типу в Могильовській області Білорусі, в Осиповицькому району.
Населення селища становить 0,9 тис. осіб (2006).
| Білорусь | Це незавершена стаття з географії Білорусі. Ви можете допомогти проєкту, виправивши або дописавши її. |